# Dragon Age 2
Dragon Age 2 je singleplayerová akční RPG videohra vyvinutá firmou BioWare a vydaná firmou Electronic Arts. Hra byla v Česku vydaná 11. března 2011 (bez české lokalizace). Hra je pokračováním Dragon Age: Prameny.

## Hratelnost
Druhý díl byl značně zjednodušen a je méně komplexní, ale na druhou stranu je akčnější a přístupnější širšímu hráčskému publiku. Hra obsahuje jen jeden začátek pro hrdinu/hrdinku Hawke, a ne šest úvodů, jako v Pramenech. Do hry je možné importovat savy (uložené pozice) z Pramenů, ale na hru to nemá vcelku žádný vliv. BioWare ustupuje od svých prohlášení, že jde o duchovního nástupce Baldur’s Gate, jako Prameny. Dragon Age 2 má být naopak podobné spíše Mass Effectu.
Příběhová návaznost na Prameny je nevelká. Příběh začíná paralelně s Prameny: v době, kdy Šedý strážce (budoucí hrdina Fereldenu) shromažďuje armádu, se kterou porazí zplozence, Hawke prchá z Lotheringu před jejich útoky. Z uprchlíka Hawke se postupně stává Šampión Kirkwallu. Příběh je tak mnohem komornější a o poznatek kratší, než hrdinský epos z Pramenů, ale zato je působivěji vyprávěn.
I když většina screenshotů ze hry ukazuje vzhled postavy Hawke, tak je možné jeho postavu zcela přizpůsobit podle hráčovy vůle. Hráč může změnit jeho vzhled, pohlaví i schopnosti. Ve hře je na výběr ze tří povolání: válečník, mág a lotr. Tyto povolání mohou být vylepšena do specializovanějších povolání.
Systém dialogů funguje způsobem výběru několika možností, jak odpovědět podle toho jakým směrem se rozhovor ubírá (tedy: diplomaticky, sarkasticky, agresivně, případně neutrálně, dotazově atp.), vypsané možnosti odpovědí nejsou přesným odrazem toho co Hawke řekne. Podobně jako v Mass Effectu. Přesvědčování a zastrašování už ale v možnostech není.
Systém boje se drží podobných pravidel, jako v Pramenech, jen je větší důraz kladen na akčnější souboje v reálném čase, zapauzování boje, tedy není nutné používat příliš často. Při nastavení lehké obtížnosti, takřka vůbec.

### Změny pohledu
Hráč nemůže změnit herní pohled natolik jako v Pramenech, může sice kdykoliv ve hře, zazoomovat a odzoomovat, snadno pomocí kolečka na myši. Odzoomování, do izometrického taktického pohledu již ale není možné.

### Společníci
Společníci jsou více provázáni s průběhem hry a více hru ovlivňují. Společníci s Hawkem mohou souhlasit, nebo nesouhlasit, což jim přidává body do Přátelství, nebo Rivality. Přátelství i Rivalita ovlivňuje společníkovo chování a zpřístupňuje i specifické vlastnosti. Rival nemusí nutně opustit družinu, nebo na Hawka zaútočit, jako v Pramenech, i přes Rivalitu totiž může Hawka respektovat. Rivalita neznačí nepřátelství společníka. Omezeny byly také dárky pro společníky, což znamená, že je těžší si společníky naklonit. Společníci Hawkovi zadávají také více questů (úkolů), které se zpřístupňují postupně. Někteří mohou v průběhu hry zemřít, nebo opustit družinu, hráč tomu ale ve většině případů může zabránit.
- Anders – mág, známý z datadisku Procitnutí (možný člen hráčovy družiny), je ale od původního Anderse poněkud pozměněn, protože "splynul" s duchem Spravedlnosti (duch známý z Procitnutí) aby mu pomohl s jeho bojem za osvobození mágů od Kruhu a templářů. Svou cestu spravedlnosti ale vyměnil spíše za cestu pomsty.
- Aveline Vallen – bojovnice. Byla rytířkou u krále Cailana, k Hawkemu se přidá už při útěku z Lotheringu, poté co zemře její manžel templář Wesley.
- Bethany Hawke – mág "odpadlík", mladší sestra hrdin(k)y Hawke. Pokud je hráčova postava mág, tak hned zpočátku (v prologu) hry zemře, ale přežije Carver.
- Carver Hawke – bojovník, mladší bratr hrdin(k)y Hawke. Pokud je hráčova postava bojovník, nebo lotr, tak zpočátku (v prologu) hry zemře, ale přežije Bethany.
- Fenris – elf, bojovník, bývalý otrok z Tevinteru. Je "potetován" lyriem, což mu přináší velkou sílu. Do hráčovy družiny může být naverbován v Kirkwallu.
- Isabela – pirátka známá z Dragon Age: Prameny (NPC postava, nacházela se v Denerimu a mohla hráčovu postavu naučit schopnost Duelista). Bývala kapitánka, ale po ztroskotání její lodi se musela stáhnout do Kirkwallu. Hráč ji může naverbovat v hospodě "U viselce".
- Merrill – dálská elfka, mág. Dříve žila ve Fereldenu, ale Nákaza ji donutila prchnout. Objevila si i v Pramenech, a sice v úvodu za Dálského elfa, jako dočasná členka hráčovy družiny. K Hawkovi se přidá při plnění Flemethina úkolu v Rozeklanci.
- Sebastian Vael – princ, lučištník. Měl být knězem, ale místo toho se cestou pomsty snaží získat ztracené tituly. Do hráčovy skupiny se přidá po splnění příslušného úkolu v Oltáři. Postavu zpřístupňuje DLC "The Exiled Prince".
- Varric Tethras – trpaslík, vypravěč příběhu o Hawkovi. Lotr a kušník. Jeho otec byl vyhoštěn z Orzammaru, patřil do cechu obchodníků. Přidá se k Hawkovi v Kirkwallu.

## Děj
Příběh se neodehrává ve Fereldenu (vyjma Prologu), ale ve městě Kirkwall. Dragon Age II je městským RPG a až na pár výjimek (Svobodné marky, Hluboké cesty) Hawke neopustí poměrně rozlehlé město Kirkwall. Rozpětí vyprávění je deset let, ale děj je posouván Varricovým vyprávěním dopředu pomocí animací.

### Prolog
Prolog začíná po konci celého příběhu hlavního hrdiny Hawka. Trpaslík Varric je předveden k výslechu, aby vypověděl, co se stalo v Kirkwallu. Vyslýchá ho Cassandra, která je členkou "Seekers of Truth", počeštěle "Hledači Pravdy". Hledači jsou andrastiánskou organizací sloužící Oltáři (obdoba tajné policie). Celý příběh hry je převyprávěn právě Varricem.
Hawke prchá z Lotheringu se svou matkou Leandrou, sestrou Bethany (mág odpadlík) a bratrem Carverem (bojovník) před Nákazou. Bethany a Caver jsou dvojčata. Setkají se rytířkou Aveline Vallen a jejím manželem a templářem Wesleym, kteří se k nim přidají. Wesleyho v boji postihne Nákaza a je mu dopřána milosrdná smrt. Ještě předtím je Hawkův sourozenec zabit zlobrem. Pokud je hráčova postava mág, zemře Bethany. Pokud je lotrem či bojovníkem, zemře Carver. Uprchlíci se setkají s Flemeth (mág, matka Morrigan, v Pramenech zachránila budoucího Hrdinu Fereldenu a Alistaira z věže Ishal), která je v podobě draka zachrání před náporem zplozenců a nabídne jim bezpečný průchod pod podmínkou splnění úkolu. Hawke má předat určitý amulet dálským elfům v Rozeklanci. Rodině a Aveline se podaří dostat do města Kirkwall, ale musí čekat před branou do města na Hawkova strýce, bratra jeho matky Leandry, Gamlena Amella, který by měl v Kirkwallu disponovat majetky a věhlasným jménem. Gamlen Amell však promrhal většinu rodinného dědictví, a tak se Hawke může do města dostat jen tak, že si na vstup do města vydělá roční prací u žoldáků, nebo pašeráků, přičemž volba strany má mírný vliv na pozdější vedlejší úkoly.

### 1. Act
Po roce se Hawke s rodinou nastěhují do Gamlenova domu a chtějí opět nabýt v Kirkwallu svého vlivu i jména. Nákaza ve Fereldenu je zažehnána, ale Krikwallu panují značné rozepře mezi mágy a templáři (kteří mají mágy hlídat, ale nikoliv přímo utlačovat), Hawke se v průběhu hry může v úkolech přidávat na stranu mágů, či templářů, nebo vyřešit úkol neutrálně, definitivně si ale zvolit stranu musí až v posledním Actu. Hawke postupně verbuje členy své družiny (Varric, Merrill, Anders, Isabela a Fenris) a snaží se získat dostatek prostředků na výpravu do Hlubokých cest, kterou pořádá Varricův bratr Bartrand, aby díky ní mohl znovu získat sídlo Hawků.
Po splnění všech podmínek Hawke odcestuje s Bartrandem a Varricem do Hlubokých cest, pokud s Hawkem půjde jeho sestra Bethany\bratr Caver, tak v Hlubokých cestách zemře (pokud ji\ho nezachrání Andres, v tom případě se z Bethany\Cavera stane šedý strážce a Hawka opustí, připojí se k Hawkovi až v závěru hry). V hlubokých cestách Hawke nalezne vzácnou modlu, ale Bartrand Hawka zradí, modlu si ponechá a Hawka nechá zemřít, Hawke se tak musí probojovat, prastarým thaigem, přes Zplozence a Rouhavce, posléze nalezne poklad a může se vydat zpět do Kirkwallu.

### 2. Act
Po třech letech se Hawke navrací z Hlubokých cest, za nabyté bohatství si pořídí šlechtické sídlo. Dozví se, že Bethany odvlekly templáři do Kruhu mágů/Caver se přidal k templářům, protože na Hawka žárlí a chce sám „něco“ dokázat nechce být ve stínu svého staršího sourozence.
Vikomt Marlowe Domar požádá Hawka o pomoc s Qunarijci, kteří se usídlili ve městě, údajně čekají na svou loď do Par Vollen. Arishok (vůdce Qunarijců) prý unesl Vikomtova syna Seamuse. Ukáže se ale, že Seamus byl s Qunarijci dobrovolně, což Vikomt pokládá za ostudu. Sestra Oltáře Peltriie intrikami později dosáhne toho, že Seamuse zabije a vinu svede na Qunarijce. Schyluje se k útoku s Qunarijci. Hawkova matka Leandra je unesena a zabita nekromantským mágem, Hawke ji, přes veškerou snahu, nedokáže zachránit. Vyjde najevo, že Isabela ukradla Qunarijskou relikvii (Koslunovu knihu), a z toho důvodu zůstávají v Kirkwallu, je pro ně cenná a bez ní odmítají odjet. Hawke může Isabele pomoci knihu získat zpět, Isabela, ale s relikvií stejně uprchne. Pokud ji Hawke odmítne pomoci, tak Isabela opustí družinu.
Qunarijci zaútočí na město a zabijí Vikomta Marlowe Domara, Hawke s přáteli se probojuje až do hradu k Arishokovy, pokud Hawke Isabele pomohl, tak se Isabela s relikvií vrátí a je ochotná Koslunovu knihu Qunarijcům vrátit (Isabela se ale nemusí vrátit, záleží na míře jejího přátelství a jiných faktorech). Arishok si knihu vezme zpět, a je ochoten opustit Kirkwall, ale i se zlodějem, tedy Isabelou. Hawke může přijmout Arishokovu výzvu a porazit ho v duelu, nebo s ním bojovat ve větším boji spolu se svými společníky, v obou případech Arishok umírá a zbývající Qunarijci opouští Kirkwall. Je také možné nechat Arishoka, ať si Odveze Isabelu sebou, v tom případě Arishok přežije a Qunarijci opustí Kirkwall, ale Hawke si znepřátelí Isabelu, protože ji Qunarijci zajmou, Hawka navždy opustí, a to i přesto, že Qunarijcům, podle Varricových slov, brzy uprchne. Ať tak, či tak Hawke se stává Šampionem/Šampionkou Kirkwallu.

### 3. Act
Po třech letech, téměř anarchie, Meredith Stannardová (velitelka rytířů) v podstatě převzala Vikomtův vliv i s jeho pravomocemi. Stále více utlačuje mágy, a čím víc je utlačuje, tak tím víc se mágové brání.
Hawke plní úkoly, které mu zadává buď Meredith, nebo Orsino (první čaroděj), případně od obou. Také je možné pomoci svým společníkům s jejich vlastními problémy.
Ne všichni templáři ale souhlasí s Meredith, situace mezi mágy a templáři se později zcela vyhrotí. Anders, respektive duch pomsty v něm ukrytý, zničí Věž mágů, zabije mnoho nevinných mágů i nejvyšší kněžku Elthinu. Hawke si musí vybrat, zda se přidá k mágům, nebo templářům. V obou případech je možné Anderse zabít, pokud se Hawke přidá k templářům, tak Anders zemře (pokud ho Hawke nechá jít, tak na něj později zaútočí sám). Ať se Hawke přidá k mágům, nebo templářům, tak musí porazit Orsina, který se uchýlí k zakázané nekromancii, v boji proti templářům a stane se z něj stvůra. Později musí být zabita i Meredith, která zešílela, koupila totiž od Bartranda modlu z Lyria, která byla překuta v meč. Pokud žije Bethany\Caver, tak se přidá na Hawkovu stranu a přežije. V boji proti Meredith pomůže i velitel templářů Cullen.
Následuje poslední Varricovo vyprávění Cassandře, Cassandra hledá šampiona\ku, aby ji pomohl zachránit rozpadajíci se Oltář. Animace se liší v souvislosti s Hawkovými rozhodnutími.

## Postavy z Pramenů v Dragon Age II
- Alistair – V Pramenech: templář, šedý strážce, člen družiny budoucího Hrdin(k)y Fereldenu. V Dragon Age II: Záleží na importovaných savech, může být v hospodě "U viselce" a opíjet se (pokud přežil Loghain), král Fereldenu (pokud se stal králem), nebo být Šedý strážce (pokud se stala královnou jen Anora).
- Anders – V Procitnutí: mág odpadlík, možný člen družiny Velitele\ky Šedých strážců, šedý strážce. V Dragon Age II: velmi bojuje za svobodu mágů, splynul s duchem Spravedlnosti, ale chce se i pomstít templářům; člen Hawkovy družiny.
- Bann Teagan – Bratr Arla Emona z Rudoskalí, v Dragon Age II doprovází Alistaira. Cameo v DLC Mark of the Assassin, i s Isoldou, pokud žije.
- Bodahn a jeho syn Sandal – Trpaslíci, obchodník a "okouzlovač"
- Cullen – V Pramenech: templář z Kruhu mágů. V Dragon Age II: Kapitán templářů.
- Flemeth – V Pramenech: "čarodějnice z Pustiny", matka Morrigan, zachránila budoucího Hrdinu Fereldenu a Alistaira po bitvě v Ostragaru. V Dragon Age II: pomůže Hawkům prchnout z Lotheringu.
- Isabela – V Pramenech: pirátka, zdržovala se v Denerinu. V Dragon Age II: kapitánka pirátů, bez lodi, členka Hawkovy družiny.
- Leliana – V Pramenech: bardka, bývalá čekatelka Oltáře, členka družiny budoucího Hrdin(k)y Fereldenu. V Dragon Age II: Mihne se v epilogové animaci, cameo v DLC The Exiled Prince (pracuje pro Božskou v Orlais). Cameo v DLC Mark of the Assassin.
- Marethari – V Pramenech: archivářka v úvodu za dálského elfa. V Dragon Age II: archivářka dálských elfů.
- Merrill – V Pramenech: první archivářky Matehari, byla v úvodu za dálského elfa. V Dragon Age II: pro své zaujetí v Eluvianu (tajemné zrcadlo) se ji elfové bojí, stal se z ní vyvrhel, členka Hawkovy družiny.
- Nathaniel Howe – V Procitnutí: možný člen družiny Velitele strážců, syn Earla Rendonta Howeho, V Dragon Age II: objeví se ve vedlejším úkolu, cestuje do Hlubokých cest po Hawkeho cestě.
- Zevran – V Pramenech: nájemný vrah, možný člen družiny Hrdin(k)y Fereldenu. V Dragon Age II: objeví se ve vedlejším úkolu, Antivánské vrány chtějí po Hawkovi, aby ho zabil.

## Dabing
Hra je kompletně nadabována. Nejen postavy v Hawkově partě, ale i okolní dialogy mezi obyčejnými NPC, kteří spolu mluví o aktuálních událostech, jež reflektují aktuální dění ve hře. Rozhovory hlavního charakteru jsou relativně komplexní, složité a mají významný vliv na gameplay. Automatické synchronizace rtů a dabingu (automatic lip-syncing algorithm) byl použit pro všechny dialogy. V dabérech se objevuje například: Nicholas Boulton (Hawke muž), Jo Wyatt (Hawke žena), Brian Bloom (Varric), Victoria Kruger (Isabela), Eve Myles (Merrill), Kate Mulgrew (Flemeth).

## Dodatečně vydaný obsah

### Stahovatelný obsah
V době vydání už je možno stáhnout stahovatelného obsahu (downloadable content – DLC) Black Emporium (Černý trh), který je pro majitele originální kopie zdarma, sériový kód vyprší 31. března 2012.

#### Black Emporium– Černý trh
Přidává do hry novou lokaci – Černý trh – kde se nachází tržiště s různými vzácnými věcmi. Například artefakt na úpravu vzhledu, pes Mabari (je možné ho pouze zavolat na pomoc při boji, nebo ho mít jako „mazlíčka“, není možné ho mít jako plnohodnotného člena družiny, jako v Pramenech). Černý trh (nebo také Ponurý krám) si může stáhnout zdarma každý majitel originální kopie hry do 31. března 2012.

#### The Exiled Prince - Princ ve vyhnanství
Přidává do hry tři mise a novou postavu Sebastiana Vaela, která se může stát členem hráčovy družiny. Sebastian je šlechtic a lučištník, chtěl by se pomstít za vyvraždění své rodiny a také znovuzískat ztracené šlechtické tituly, zároveň je ale velmi věřící. DLC vyšlo 8. května 2011.

#### Legacy - Odkaz
Přidává do hry nové lokace, samostatný příběh zavede Hawka do starého vězení Šedých strážců, kde bude mít za úkol zničit tajemný a nebezpečný kult, který baží po krvi Hawků. DLC Legacy (česky: Odkaz, nebo Dědictví) vyšlo 26. července 2011.

#### Mark of the Assassin - Znamení vraha
Příběhové DLC se odehrává ve zcela nových lokacích v Orlais a Hawke bude muset vypátrat tajemný šperk „Heart of the Many“, který se nachází v pevnosti plné pastí a nepřátel. Dabingu jedné z hlavních postav, elfky Tallis, se ujala Felicia Day (webseriál The Guild a Dragon Age – Redemption). DLC Mark of the Assassin vyšlo 11. října 2011.

## Pokračování

### Dragon Age: Inquisition
Dragon Age: Inquisition bylo představeno na veletrhu E3 v roce 2013 a vyšlo 21. listopadu 2014. Příběhem navazuje na konec druhého dílu. Je všeobecně doporučováno před započetím hry odehrát DLC Legacy v průběhu druhého dílu pro lepší pochopení příběhu Inquisition. V opačném případě může být hráč velmi zmaten.